# Centro di controllo e comando aerospaziale di Pechino

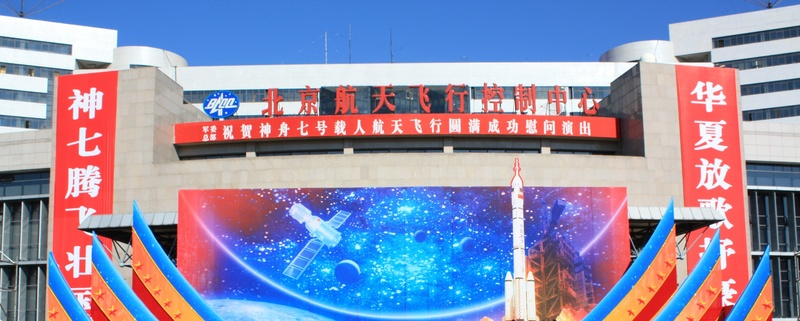
L'edificio principale del centro durante la cerimonia per la missione Shenzhou 7

Il centro di controllo e comando aerospaziale di Pechino è un centro di comando del programma spaziale cinese, comprendente anche le missioni Shenzhou, situato nella periferia nord-ovest di Pechino, all'interno del complesso chiamato Aerospace City. Il centro è supervisionato e gestito dal governo della Repubblica Popolare Cinese.
Le funzioni primarie del centro sono la supervisione, la telemetria e il tracciamento dei veicoli spaziali cinesi; inizialmente era stato creato per le missioni con equipaggio umano (il cosiddetto "Progetto 921"), ma poi si è evoluto per gestire la missione Chang'e 1 e la  Missione spaziale interplanetaria sino-russa.
Il centro possiede anche sussidiarie dedicate a Sinosat e Inmarsat.